# Red Dwarf
Red Dwarf, også kendt på dansk under titlen Langt ude, er en britisk science-fiction sitcom, der hovedsagligt består af otte sæsoner som blev sendt på den britiske tv kanal BBC Two imellem 1988 og 1999. Serien har fået international kultstatus og er den serie, der har kørt længst på BBC Two. Red Dwarf er skabt af Rob Grant og Doug Naylor, der sammen skrev allle afsnit i de seks første sæsoner. Idéen havde de fra en af deres tilbagevendende sketches, Dave Hollins- Space Cadet, som indgik i radioprogrammet Son of Cliché på stationen BBC Radio 4. 
Handlingen i Red Dwarf foregår tre millioner år ude i fremtiden på mine-rumskibet af samme navn. Selvom serien udspilles i et science-fiction miljø, er det centrale i serien samspillet mellem de medvirkende hovedpersoner: Dave Lister, det eneste nulevende menneske), Arnold Rimmer, et hologram af et afdødt besætningsmedlem, Cat, en humanoid der nedstammer fra en kat, Holly, rumskibets computer, Kryten, en androide introduceret i sæson 2, og Kristine Kochanski, en kvinde fra et parallelt univers introduceret i sæson 7.

## På dansk TV
På dansk TV blev serien sendt allerførste gang i 1992 på kanalen TV2, under titlen Langt ude, og kørte på kanalen i nogle årrækker indtil 1999. Det sidste afsnit af sæson 8 blev vist på TV2 i 1999. Serien er aldrig blevet vist på TV2 igen sidenhen, ej heller da serien gjorde sin genkomst med sæson 9 i 2009 eller med sæson 10 i 2012, men serien kan streames på Apple TV+ og Amazon Prime Video i Danmark.

## Personer

### Hovedpersoner
| Person | Skuespiller      | Sæson                                                    |
| --- | ---------------- | -------------------------------------------------------- |
| David Lister | Craig Charles    | I - Back To Earth                                        |
| David "Dave" Lister er det sidste levende menneske i det kendte univers, grundet et udslip af radioaktiv stråling på rumskibet Red Dwarf, som tvinger ham til at blive holdt i stase i tre millioner år, hvilket han oprindeligt kom, som en straf for at have bragt en kat om bord på skibet.                                          |                  |                                                          |
| Arnold Rimmer | Chris Barrie     | I - Back To Earth                                        |
| Arnold Judas Rimmer er Listers overordnede, som er bragt tilbage til live i form af et hologram, respræsenteret ved symbolet "H" som han har i panden. Rimmer er særdeles upopulær blandt skibets besætning, og er ofte offer for fornærmelser og drengestreger.                                                                        |                  |                                                          |
| The Cat (Kat) | Danny John-Jules | I - Back To Earth                                        |
| Denne person har intet navn udover The Cat, og bliver ofte blot kaldt Cat. Han er en humanoid efterkommer af huskatten Frankenstein, som Lister havde bragt om bord på skibet. |                  |                                                          |
| Kryten | David Ross       | II (gæsteoptræden)                                       |
| Kryten | Robert Llewellyn | III - Back to Earth                                      |
| Kryten er en neurotisk robottjener, med menneskelige træk. Kryten bliver af mandskabet på Red Dwarf reddet fra skibet Nova 5, hvor han var personlig tjener for skibets tre kvindelige besætningsmedlemmer. Lister lærer Kryten at gå imod sin oprindelige programmering for derved at få en mere udpræget og menneskelig personlighed. |                  |                                                          |
| Holly | Norman Lovett    | I,II, VII & VIII                                         |
| Holly | Hattie Hayridge  | III - V                                                  |
| Holly er skibets kunstige intelligens, i form af et hoved uden krop, som bliver vist på skibets skærme. Holly proklamerer en IQ på 6000, men som formentlig er langt lavere nu, efter tre millioner år alene, grundet "Computer demens".                                                                                                |                  |                                                          |
| Kristine Kochanski | Clare Grogan     | I,II & VI (gæsteoptræden)                                |
| Kristine Kochanski | Chloë Annett     | VII, VIII, Back to Earth (gæsteoptræden i Back to Earth) |
| Kristine Z. Kochanski er Red Dwarfs navigationsofficer, og var offer for Listers begær før hun blev slået ihjel af radioaktiv stråling. |                  |                                                          |

## Sæsoner og afsnit
Red Dwarf består af otte sæsoner, med seks til otte afsnit i hver, plus tre nyere særafsnit – i alt 55 afsnit. Seriens første otte sæsoner blev sendt i perioden 15. februar 1988 til 5. april 1999, mens seriens særafsnit blev sendt i april 2009, omtrent ti år senere, i anledning af Red Dwarfs 21 års jubilæum.

### Sæson I
- The End (15 Feb 88),
- Future Echoes (22 Feb 88),
- Balance Of Power (29 Feb 88),
- Waiting For God (7 Mar 88),
- Confidence & Paranoia (14 Mar 88),
- Me2 (21 Mar 88).

### Sæson II
- Kryten (6 Sep 88),
- Better Than Life (13 Sep 88),
- Thanks For The Memory (20 Sep 88),
- Stasis Leak (27 Sep 88),
- Queeg (4 Oct 88),
- Parallel Universe (11 Oct 88).

### Sæson III
- Backwards (14 Nov 89),
- Marooned (21 Nov 89),
- Polymorph (28 Nov 89),
- Bodyswap (5 Dec 89),
- Timeslides (12 Dec 89),
- The Last Day (19 Dec 89).

### Sæson IV
- Camille (14 Feb 91),
- DNA (21 Feb 91),
- Justice (28 Feb 91),
- White Hole (7 Mar 91),
- Dimension Jump (14 Mar 91),
- Meltdown (21 Mar 91).

### Sæson V
- Holoship (20 Feb 92),
- The Inquisitor (27 Feb 92),
- Terrorform (5 Mar 92),
- Quarantine (12 Mar 92),
- Demons And Angels (19 Mar 92),
- Back To Reality (26 Mar 92).

### Sæson VI
- Psirens (7 Oct 93),
- Legion (14 Oct 93),
- Gunmen Of The Apocalypse (21 Oct 93),
- Emohawk: Polymorph II (28 Oct 93),
- Rimmerworld (4 Nov 93),
- Out Of Time (11 Nov 93).

### Sæson VII
- Tikka To Ride (17 Jan 97),
- Stoke Me A Clipper (24 Jan 97),
- Ouroboros (31 Jan 97),
- Duct Soup (7 Feb 97),
- Blue (14 Feb 97),
- Beyond A Joke (21 Feb 97),
- Epideme (28 Feb 97),
- Nanarchy (7 Mar 97).

### Sæson VIII
- Back In The Red – Part 1 (18 Feb 99),
- Back In The Red – Part 2 (25 Feb 99),
- Back In The Red – Part 3 (4 Mar 99),
- Cassandra (11 Mar 99),
- Krytie TV (18 Mar 99),
- Pete – Part 1 (25 Mar 99),
- Pete – Part 2 (1 Apr 99),
- Only The Good ... (5 Apr 99).

### Særafsnit
- Back To Earth – Part 1 (10 Apr 09)
- Back To Earth – Part 2 (11 Apr 09)
- Back To Earth – Part 3 (12 Apr 09)